# Pat Carroll
Patricia (Pat) Ann Carroll, född 5 maj 1927 i Shreveport, Louisiana, död 30 juli 2022 på Cape Cod i Massachusetts, var en amerikansk skådespelerska som flera gånger vann Emmy Award och Grammy Award. Hon är bland annat känd för att ha gjort rösten åt "Ursula" i Den lilla sjöjungfrun. Hennes röst hörs i många Disney-filmer.
Hon gifte sig med Lee Karsian 1955 och de fick tillsammans tre barn.